# Mostafa Mahmoud Selim
Mostafa Mahmoud Selim, detto Afroto (Il Cairo, 17 marzo 1989), è un calciatore egiziano, centrocampista del Damanhour.

## Carriera

### Club
Gioca nella squadra egiziana dell'Al-Ahly.

### Nazionale
È stato convocato per il campionato mondiale di calcio Under-20 2009 che si è disputato proprio in Egitto ed ha realizzato il primo gol proprio nella partita inaugurale della sua nazionale contro Trinidad & Tobago.